# Gobiodon micropus
Gobiodon micropus là một loài cá biển thuộc chi Gobiodon trong họ Cá bống trắng. Loài này được mô tả lần đầu tiên vào năm 1861.

## Từ nguyên
Từ định danh micropus được ghép bởi hai âm tiết trong tiếng Hy Lạp cổ đại: mikrós (μικρός; "nhỏ") và poús (πούς; "chân"), hàm ý đề cập đến vây bụng rất ngắn ở loài cá này.

## Phân bố và môi trường sống
G. micropus có phân bố rải rác trên vùng Ấn Độ Dương - Thái Bình Dương. Sách đỏ IUCN chỉ ghi nhận loài này ở quần đảo Chagos và đảo Rodrigues (Mauritius), trong khi Parenti (2021) ghi nhận từ Nhật Bản trải dài xuống Úc (mẫu gốc của G. micropus được thu thập ở Biển Đông).
Độ sâu lớn nhất mà G. micropus được tìm thấy là 22 m. Qua quan sát thực địa ở đảo Lizard (rạn san hô Great Barrier), G. micropus ưa sống cộng sinh với Acropora loripes.

## Mô tả
Chiều dài cơ thể lớn nhất được ghi nhận ở G. micropus là 4 cm.

## Sinh thái
G. micropus sống theo cặp vợ chồng, cá đực chăm sóc trứng trên cành san hô.